# Enrique P. Torino
Enrique Pío Torino (Salta, 14 de septiembre de 1896 - Buenos Aires, 22 de junio de 1943) fue un abogado argentino.

## Biografía
Nació en Salta en el año 1896 y fue hijo de Damián Torino y Aurelia Uriburu Matorras.Su abuelo materno fue el gobernador Pío Uriburu.
Estudió en la Facultad de Derecho y Ciencias Sociales de la Universidad de Buenos Aires, graduándose en 1920. Fue secretario general de la Universidad de La Plata, y profesor en la mencionada institución a partir de 1924.
En 1930, el interventor federal en la provincia de Córdoba, Carlos Ibarguren, lo nombró como ministro de gobierno. El 4 de mayo de 1931 Ibarguren renunció, y Torino lo reemplazó interinamente. Fue confirmado en ese cargo poco después.
En noviembre de ese año se realizan comicios para elegir gobernador; en febrero de 1932, Torino entregó el gobierno al mandatario electo, Ing. Emilio Olmos.
Falleció en Buenos Aires, en 1943.